# Heuliez GX 317
L'Heuliez GX 317 est un autobus urbain à plancher bas. Fabriqué et commercialisé par le constructeur français Heuliez Bus de 1994 à 2005, il sera le premier autobus standard à plancher surbaissé fabriqué par un constructeur français. Les versions courte et articulé ont également été disponibles, nommés GX 117 et GX 417. Il fait partie de la gamme Access'Bus.
Il a été lancé avec un moteur Diesel ayant la norme européenne de pollution Euro 1 puis au fil des années sera amélioré jusqu'à la norme Euro 3. Des versions GNV et GPL étaient également disponibles.
Le GX 317 remplace les Heuliez GX 107 et GX 217 et sera remplacé par l'Heuliez GX 327.

## Historique
- 1994 : présentation puis lancement du GX 317.
- 2005 : arrêt de production définitive du modèle.

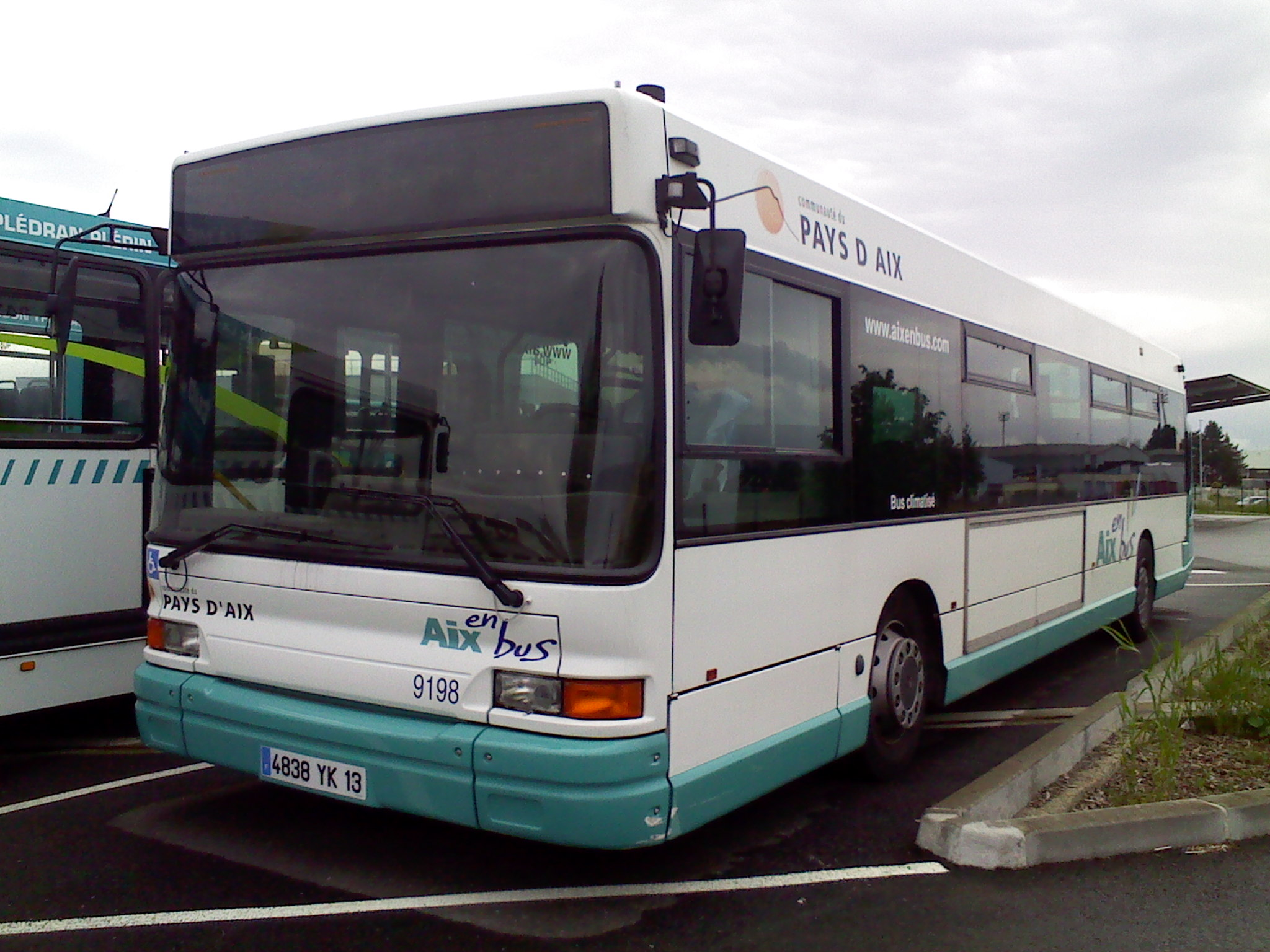
Un GX 317 d'Aix en Provence.
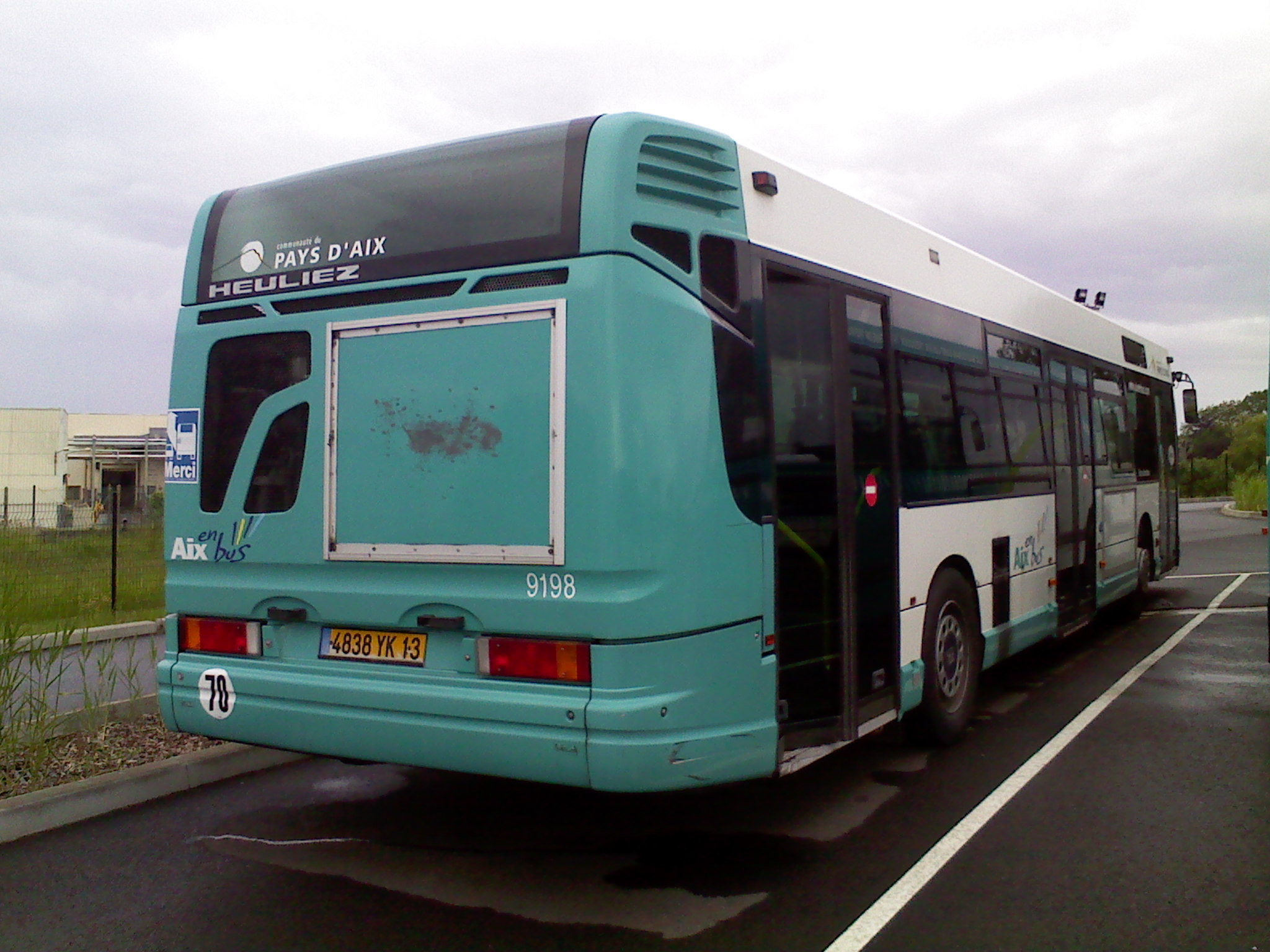
Un GX 317 d'Aix en Provence.
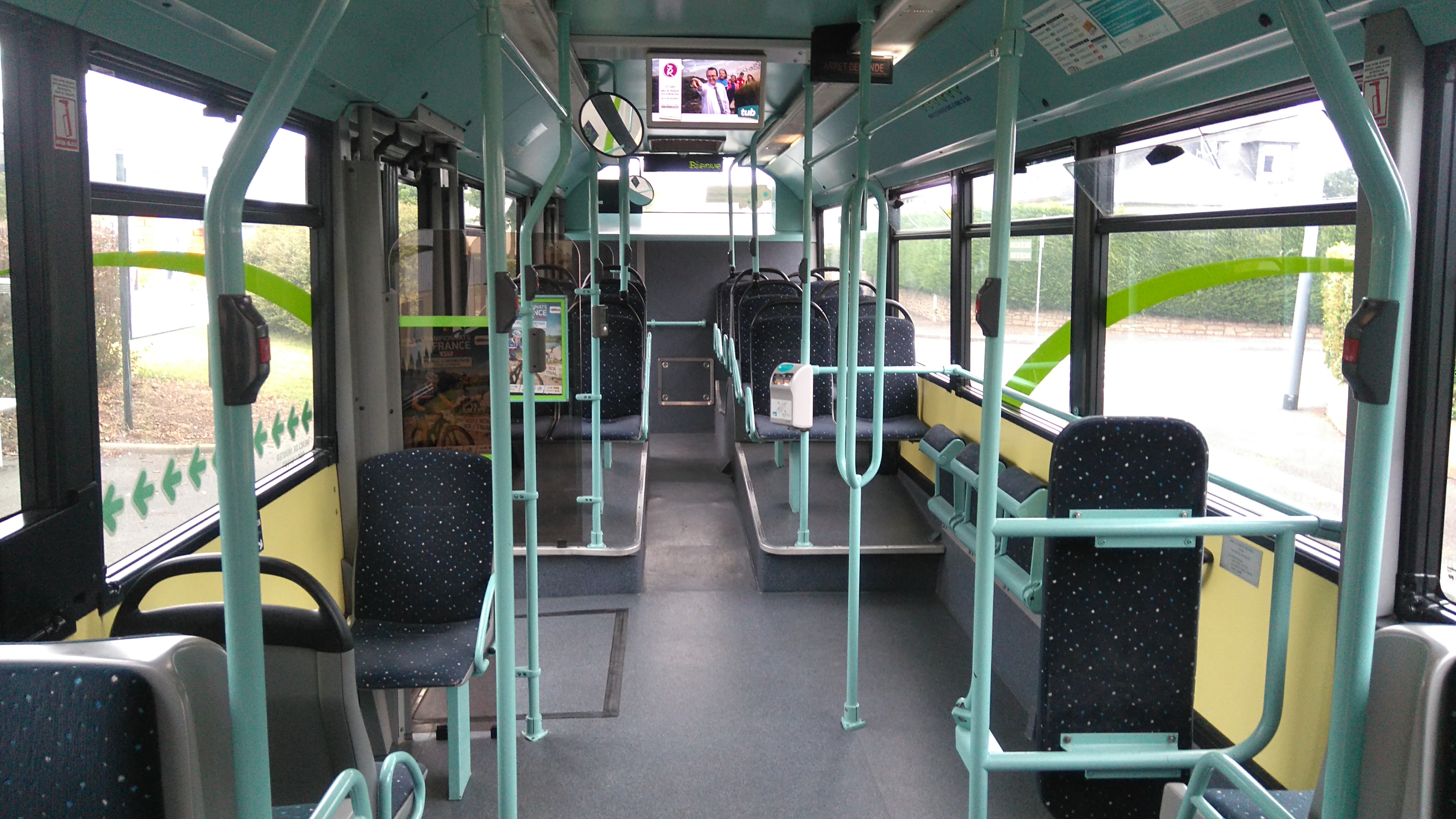
Vue intérieur.
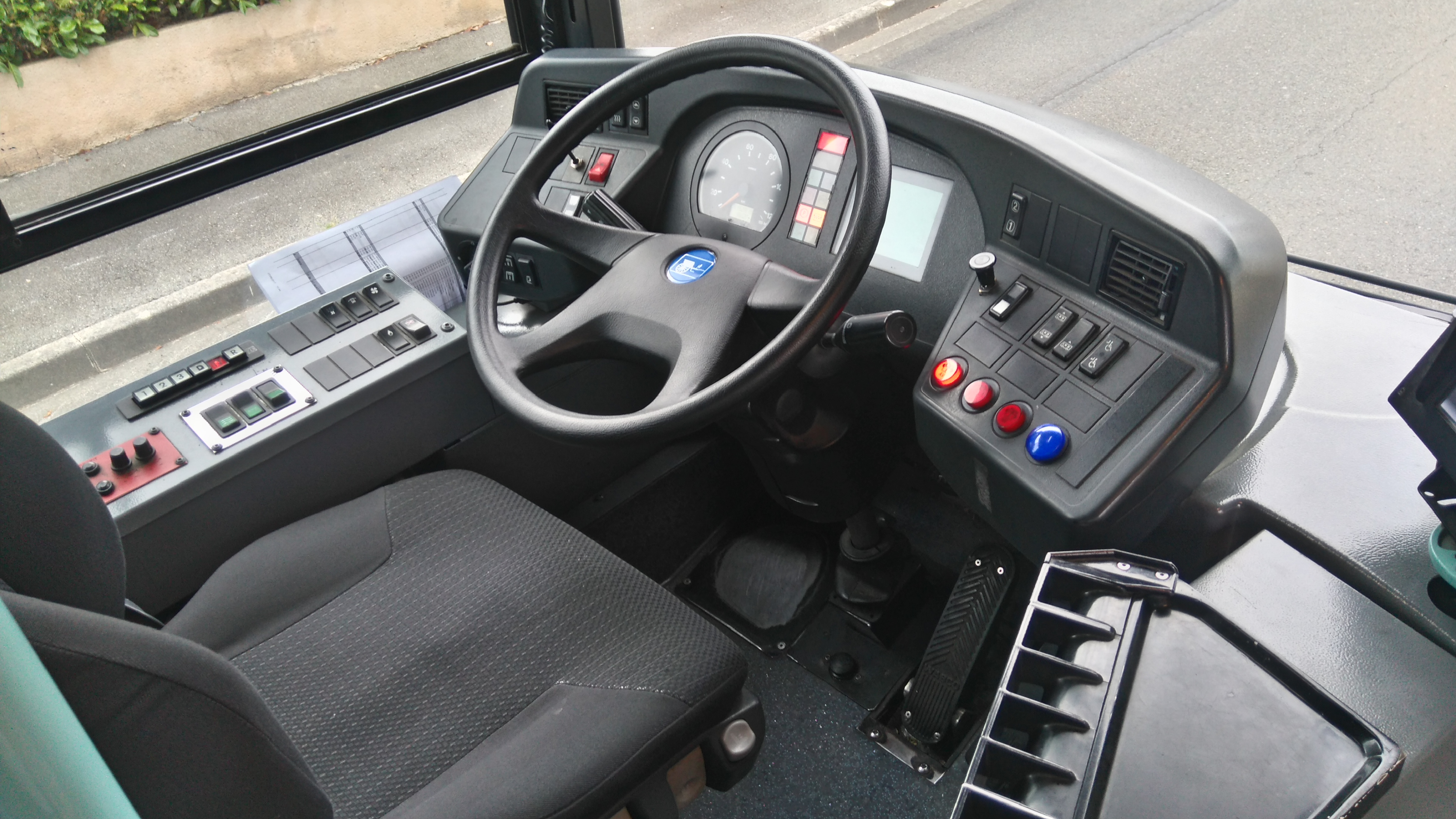
Poste de conduite

### Résumé du GX 317
| Générations                                        | Production        | Dérivés de chez Heuliez Bus | Modèles similaires                                                 |
| -------------------------------------------------- | ----------------- | --------------------------- | ------------------------------------------------------------------ |
| Heuliez Bus GX 317 / Renault Citybus (1994 - 2005) | 2 267 exemplaires | GX 117 ; GX 217 ; GX 417    | Renault/Irisbus Agora S ; Renault PR 112 ; Mercedes-Benz Citaro C1 |

## Générations

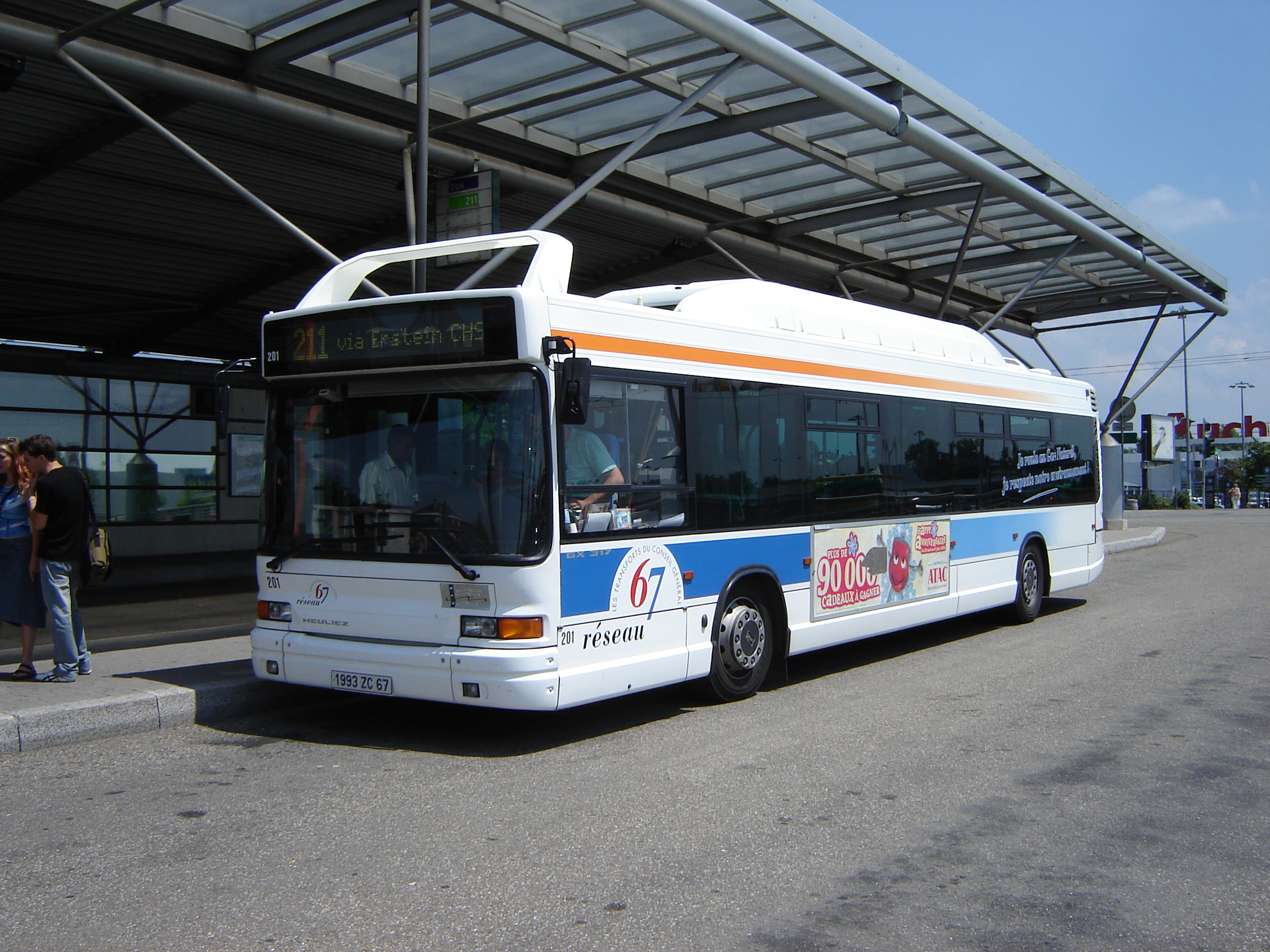
Heuliez GX 317 GNV du réseau de Strasbourg.

Le GX 317 a été produit avec 3 générations de moteurs Diesel :
- Euro 1 : construits de 1994 à 1996
- Euro 2 : construits de 1996 à 2001.
- Euro 3 : construits de 2001 à 2005.

Il a été proposé à la vente avec un moteur au GNV, nommé GX 317 GNV. On peut remarquer que le modèle GNV a une "longue bosse" sur le toit pour les bouteilles de gaz.

Une version GPL a également été produit mais en très peu d'exemplaires en raison de l'arrêt de fabrication des moteurs GPL par le fournisseur DAF,.

## Les différentes versions

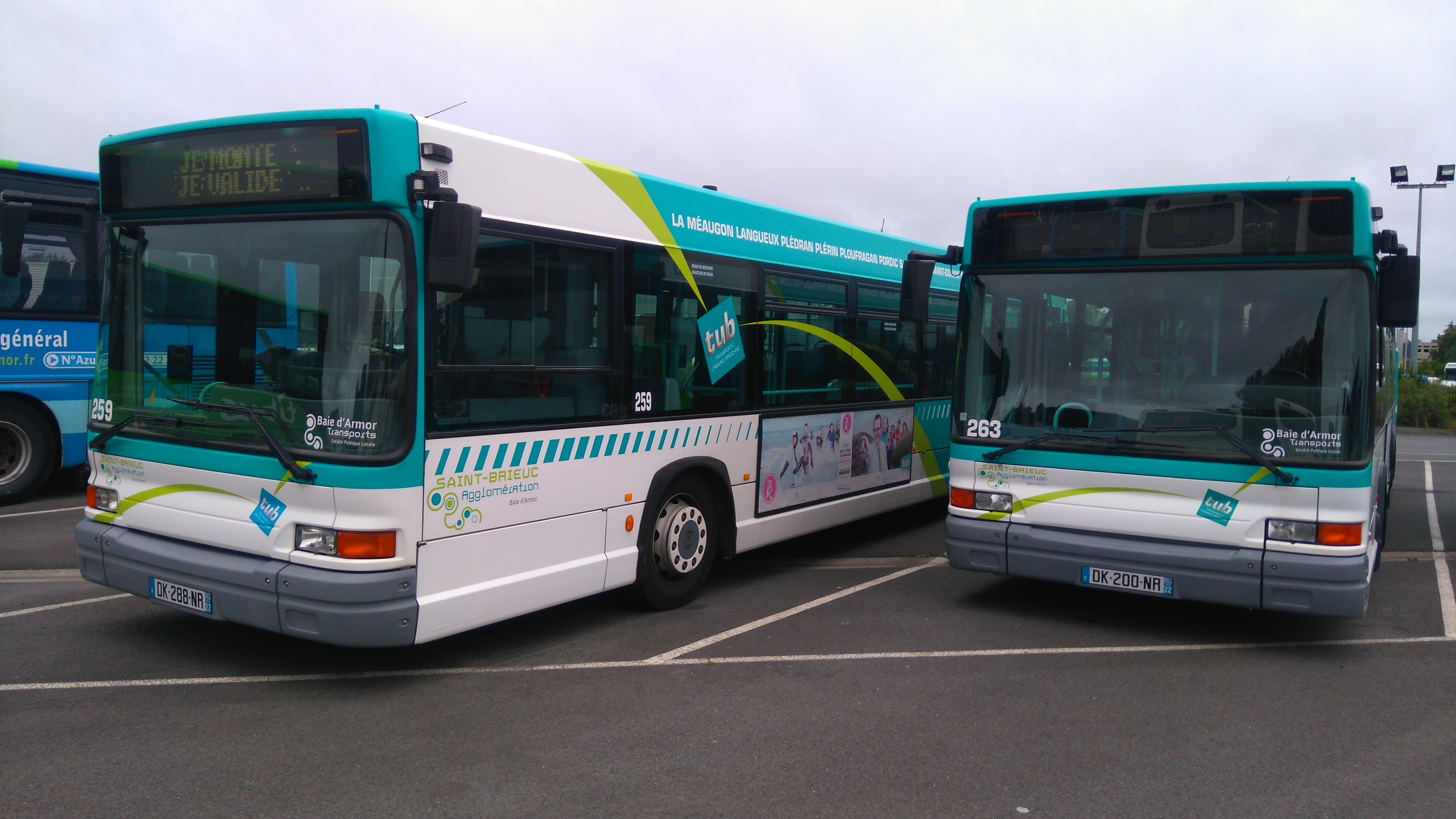
Deux GX 317 du réseau de Saint-Brieuc.

- Heuliez Bus GX 317 Access'Bus : équipé de moteur Diesel.
- Heuliez Bus GX 317 GNV Access'Bus : équipé de moteur au gaz.
- Heuliez Bus GX 317 GPL Access'Bus : équipé de moteur au gaz.
- Renault Citybus : Renault Véhicules Industriels a commercialisé sous sa marque quelques GX 317, qui prenaient alors pour l'occasion l'appellation Citybus. Il sera produit à 159 exemplaires (43 en 1995, 116 en 1996)[1].

## Caractéristiques

### Dimensions

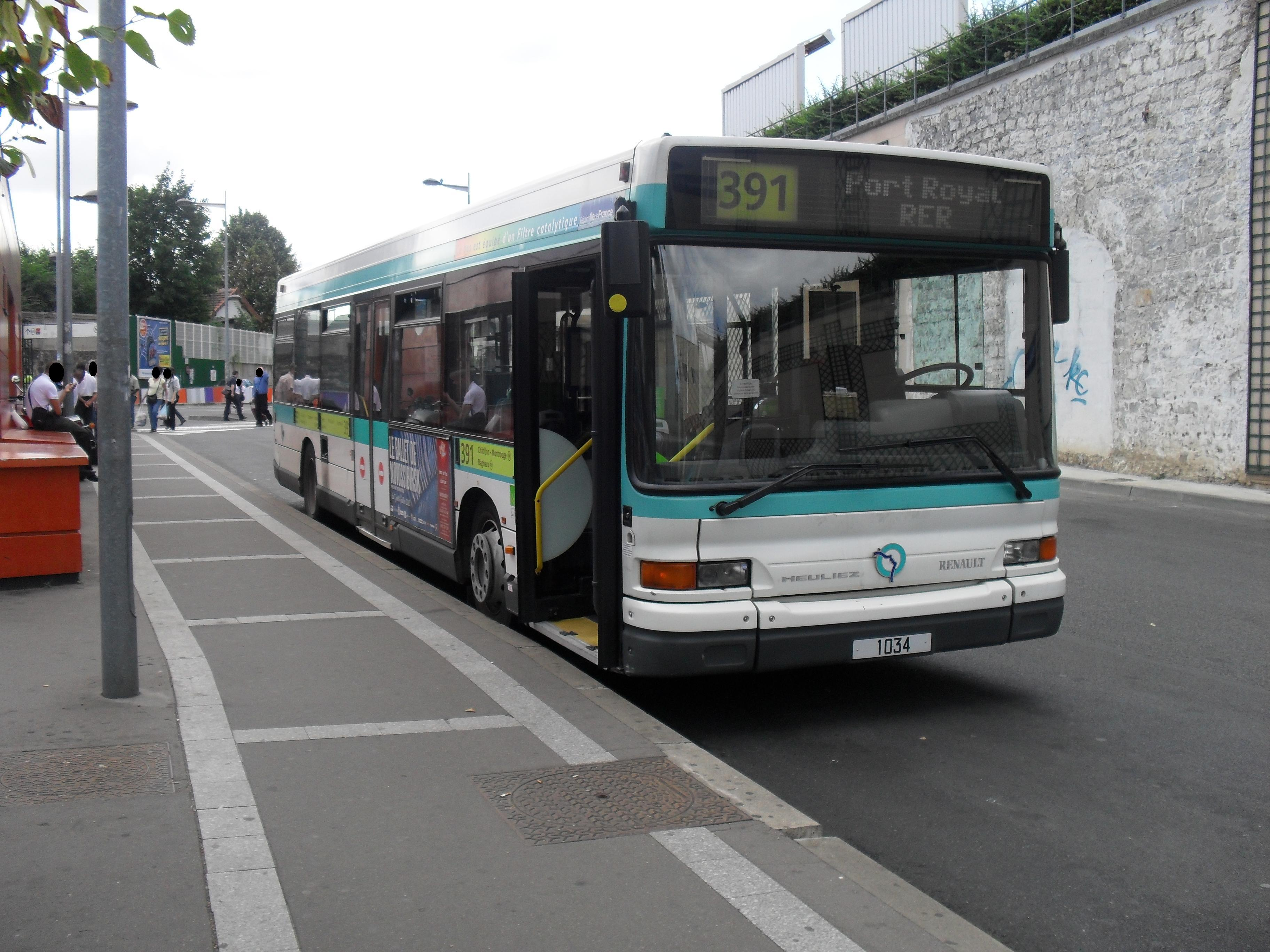
Citybus Diesel 2 portes de Paris.

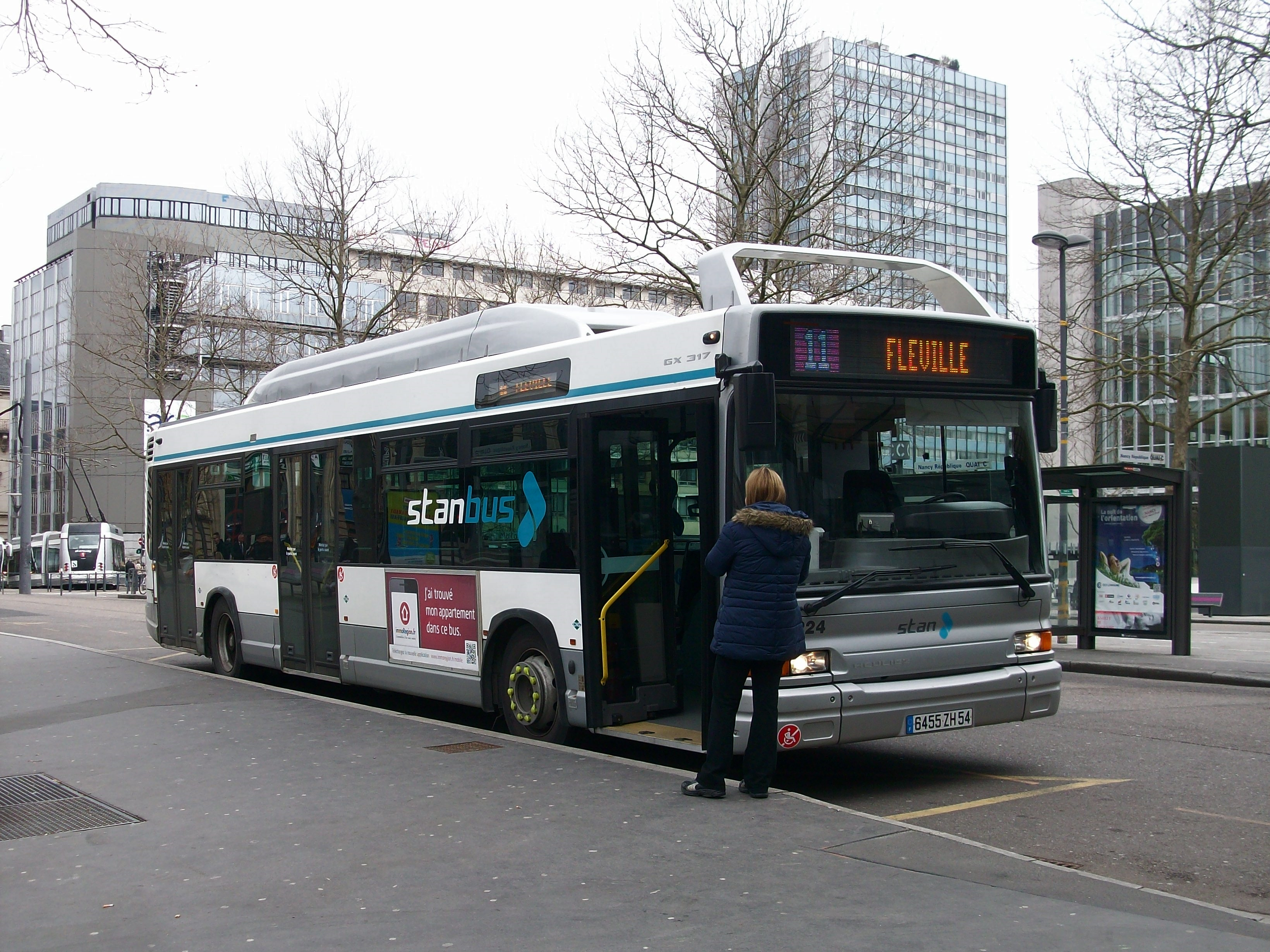
GX 317 GNV 3 portes de Nancy.

|                                 | Heuliez Bus GX 317 Diesel Renault Citybus Diesel | Heuliez Bus GX 317 GNV Heuliez Bus GX 317 GPL   |
| ------------------------------- | ------------------------------------------------ | ----------------------------------------------- |
| Longueur                        | 11 990 mm                                        | 11 990 mm                                       |
| Largeur (sans rétroviseurs)     | 2 500 mm                                         | 2 500 mm                                        |
| Hauteur (sans climatisation)    | 2 795 mm                                         | 3 230 mm                                        |
| Empattement                     | 6 120 mm                                         | 6 120 mm                                        |
| Porte-à-faux                    | AV : 2 655 mm ; AR : 3 215 mm                    | AV : 2 655 mm ; AR : 3 215 mm                   |
| Rayon de braquage               | 11 220 mm                                        | 11 220 mm                                       |
| Angle d’attaque / Fuite         |                                                  |                                                 |
| Masse à vide                    | 11 400 kg                                        | 11 400 kg                                       |
| P.T.A.C.                        | 19 600 kg                                        | 19 600 kg                                       |
| Capacité assis + debout = maxi* | 28 + 74 = 102 ou 24 + 89 = 113 ou 22 + 94 = 116  | 28 + 74 = 102 ou 24 + 89 = 113 ou 22 + 94 = 116 |
| Portes                          | 2 ou 3                                           | 2 ou 3                                          |
| Hauteur du plancher à l'avant   | 320 mm                                           | 320 mm                                          |
| Réservoir à combustible         | Diesel : 240 L, ou plus suivant option           | GNV ou GPL : 882 à 1 134 L                      |

* = variable selon l'aménagement intérieur.

### Motorisations

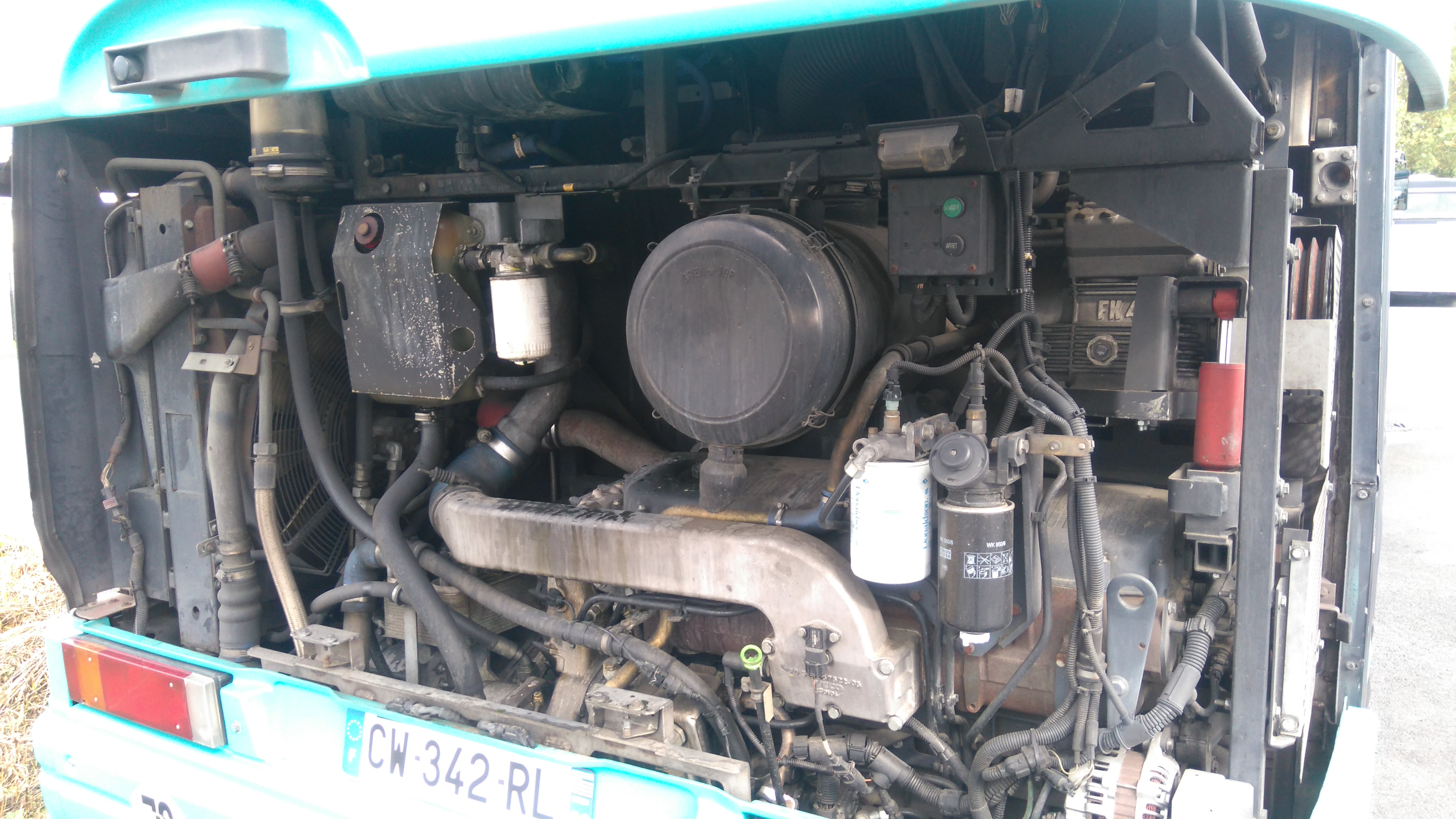
Moteur diesel Iveco Cursor 8 (norme Euro 3).

Le GX 317 a eu plusieurs motorisations au fil des années de sa production et en fonction des différentes normes européennes de pollution. Il en a eu en tout neuf de disponibles dont cinq en diesel et quatre au gaz. N'étant plus commercialisées, ces motorisations ne sont plus disponibles.
- Du côté des moteurs Diesel[3] :
  - le Renault MIDR 06.20.45 F41 (Euro 1 et 2) six cylindres en ligne de 9,8 litres avec turbocompresseur développant 206 ch.
  - le Renault MIDR 06.20.45 L41 (Euro 1 et 2) six cylindres en ligne de 9,8 litres avec turbocompresseur développant 253 ch.
  - l'Iveco Cursor 8 (Euro 3) six cylindres en ligne de 7,8 litres avec turbocompresseur développant 245 ch.

- Du côté des moteurs au gaz (GNV[4] et GPL[5])  :
  - le Renault MGDR 06.20.45 (Euro 1 et 2) six cylindres en ligne de 9,8 litres avec turbocompresseur développant 253 ch.
  - l'Iveco Cursor 8 GN (Euro 3) six cylindres en ligne de 7,8 litres avec turbocompresseur développant 290 ch.
  - le DAF RG 170 GPL six cylindres en ligne de ? litres avec turbocompresseur développant 231 ch. Production en très peu d'exemplaires en raison de l'arrêt de fabrication des moteurs GPL par le fournisseur DAF.

| Modèle               | Construction | Moteur + Nom                                   | Norme Euro | Cylindrée         | Performance                    | Couple                   | Vitesse maxi     | Consommation + CO2    |
| GX 317 (ZF - VOITH)  | 1994 - 1996  | 6 cylindres en ligne Renault MIDR 06.20.45 F41 | Euro 1     | ... cm3 (... L)   | 152 kW (206 ch) à ... tr/min   | ... N m à ... tr/min     | 80 km/h (limité) | ... l/100 km ... g/km |
| GX 317 (ZF - VOITH)  | 1994 - 1996  | 6 cylindres en ligne Renault MIDR 06.20.45 F41 | Euro 1     | 9 800 cm3 (9,8 L) | 186 kW (253 ch)                | 1 050 N m à 1 800 tr/min | 80 km/h (limité) | 35 l/100 km .         |
| Citybus (ZF - VOITH) | 1995 - 1996  | 6 cylindres en ligne Renault MIDR 06.20.45 F41 | Euro 1     |                   | 152 kW (206 ch)                |                          |                  |                       |
| GX 317 (ZF - VOITH)  | 1996 - 2001  | 6 cylindres en ligne Renault MIDR 06.20.45 F41 | Euro 2     | 9 834 cm3 (9,8 L) | 152 kW (206 ch)                | 980 N m                  | 96 km/h          |                       |
| GX 317 (ZF - VOITH)  | 1996 - 2001  | 6 cylindres en ligne Renault MIDR 06.20.45 L41 | Euro 2     | 9 834 cm3 (9,8 L) | 186 kW (253 ch)                | 1 000 N m                | 96 km/h          |                       |
| GX 317 (ZF - VOITH)  | 2001 - 2005  | 6 cylindres en ligne Iveco Cursor 8 F2B        | Euro 3     | 7 800 cm3 (7,8 L) | 154 kW (245 ch) à 2 500 tr/min |                          | 80 km/h          |                       |

| Modèle                  | Construction | Moteur + Nom                                      | Norme Euro | Cylindrée         | Performance                    | Couple                   | Vitesse maxi     | Consommation + CO2    |
| GX 317 GNV (ZF - VOITH) | 1998 - 2001  | 6 cylindres en ligne Renault MGDR 06.20.45 F / 41 | Euro 2     | 9 834 cm3 (9,8 L) | 186 kW (253 ch) à 1 200 tr/min | 1 000 N m à 1 200 tr/min | 80 km/h (limité) | 225 l/100 km ... g/km |
| GX 317 GNV (ZF - VOITH) | 2001 - 2004  | 6 cylindres en ligne Renault MGDR 06.20.45 F / 41 | Euro 3     | 9 834 cm3 (9,8 L) | 186 kW (253 ch) à 1 200 tr/min | 1 000 N m à 1 200 tr/min | 80 km/h (limité) | 225 l/100 km ... g/km |
| GX 317 GNV (ZF - VOITH) | 2004 - 2005  | 6 cylindres en ligne Iveco Cursor 8 F2B GN        | Euro 3     | 7 800 cm3 (7,8 L) | 214 kW (290 ch)                | 1 100 N m à 1 720 tr/min | 80 km/h (limité) |                       |
| GX 317 GPL (ZF - VOITH) | 1997 - 2001  | 6 cylindres en ligne DAF RG 170 GPL               | Euro 2     |                   | 170 kW (231 ch)                |                          |                  |                       |

### Châssis et carrosserie
Il a été construit sur châssis Renault CS.S (châssis de Renault Agora) en suivant toutes les évolutions moteur de ce dernier. Les ossatures d'Heuliez font appel à des tubes et profilés en acier inoxydable et des matériaux composites pour la carrosserie et la face avant,.

### Options et accessoires
- Vitres athermiques.
- Rampe et un emplacement pour les fauteuils roulants.
- Système d'agenouillement à droite d'une hauteur de 80 mm, commandé du poste conducteur[3].
- Trappes de toit électriques.
- Portes électriques au lieu des pneumatiques habituelles
- Réservoir ayant une capacité accrue :
  - Un réservoir de 350 l au lieu de 240 l pour les versions 2 et 3 portes
  - Un réservoir additionnel de 80 l pour la version 2 portes avec porte arrière reculée

## Le GX 317 aujourd'hui
Ce véhicule dont la conception a plus de 20 ans est toujours globalement apprécié par les clients pour son accessibilité et son confort, par les conducteurs pour sa souplesse de conduite et par les mécaniciens pour sa fiabilité.
Beaucoup de ces véhicules ont été modifiés pour accueillir les personnes en fauteuil roulant et devraient continuer à circuler après 2018.
Aujourd'hui, la plupart des réseaux de transport en commun ont commencé à remplacer les plus anciens de leurs Heuliez GX 317.
En 2024, la plupart des GX 317 sont réformés chez une grande quantité de réseaux.

### Préservation
Un certain nombre de ces véhicules (principalement Euro 1 et Euro 2) ont déjà rejoint des associations ou des musées :
- Autobus passion : trois Diesel et deux GPL ex-RATP (Paris)
- L'ASPTUIT : un Diesel ex-Tisséo (Toulouse)
- L'AMTUIR : un Diesel €2 nº36 ex-Linéotim (Morlaix)
- Amitram : un Diesel ex-Transpole (Lille)
- Buscare : un Diesel ex-QUB (Quimper)
- Patrimoine RATP : un Diesel et un ex-RATP (Paris)
- Sauvabus : un Diesel ex-RATP (Paris)
- Arret demandé : un Diesel ex-TAO (Orleans)
- Omnibus Nantes : un Diesel €1 nº006 ex-TAN (Nantes)
- Rétro Bus Nazairiens : un Diesel €1 n°011 ex-TAN (Nantes)
- MTCA en Charente : un Diesel €2 n°712 et 1 diesel €3 n°401 ( Bus"Hugo Pratt")ex-Möbius (Angoulême)
- A.S.T.R.D. : un Diesel €2 ex-Divia (Dijon)